# Anguilcourt-le-Sart
Anguilcourt-le-Sart är en kommun i departementet Aisne i regionen Hauts-de-France i norra Frankrike. Kommunen ligger  i kantonen La Fère som ligger i arrondissementet Laon. År 2022 hade Anguilcourt-le-Sart 281 invånare.

## Befolkningsutveckling
Antalet invånare i kommunen Anguilcourt-le-Sart
Referens: INSEE